# Krokowa (gmina)
Krokowa – gmina wiejska w województwie pomorskim, w powiecie puckim. W latach 1975–1998 gmina położona była w województwie gdańskim.
Na terenie gminy leżała Piaśnica – nieistniejąca już dziś kaszubska osada rybacka. Położona była na wybrzeżu Morza Bałtyckiego, u ujścia rzeki Piaśnicy (po zachodniej stronie) na obszarze obecnego Nadmorskiego Parku Krajobrazowego.
Siedziba gminy to Krokowa.

## Struktura powierzchni
Według danych z 2005 r. gmina Krokowa ma obszar 211,83 km², w tym:
- użytki rolne: 54%
- użytki leśne: 32%

Gmina stanowi 36,84% powierzchni powiatu.

## Demografia
Dane z 31 grudnia 2011 r.:
| Opis                              | Ogółem | Ogółem | Kobiety | Kobiety | Mężczyźni | Mężczyźni |
| --------------------------------- | ------ | ------ | ------- | ------- | --------- | --------- |
| jednostka                         | osób   | %      | osób    | %       | osób      | %         |
| populacja                         | 10543  | 100    | 5165    | 49,0    | 5378      | 51,0      |
| gęstość zaludnienia (mieszk./km²) | 49,8   | 49,8   | 24,4    | 24,4    | 25,4      | 25,4      |

- Piramida wieku mieszkańców gminy Krokowa w 2014 r.[4]:

## Wójtowie gminy Krokowa
- Kazimierz Plocke – obecnie poseł Platformy Obywatelskiej
- Henryk Doering
- Ireneusz Wiśniewski – zarządca komisaryczny p.o. wójta
- Zbigniew Rogala – zmarł 11 maja 2007 r.
- Ireneusz Wiśniewski – zarządca komisaryczny p.o. wójta po śmierci wójta
- Henryk Doering – wybrany 5 sierpnia 2007 r. w zastępstwo zmarłego wójta; zmarł 13 października 2017 r. w czasie kadencji
- Adam Wojciech Śliwicki – wyznaczony 9 listopada 2017 r. przez Prezesa Rady Ministrów do pełnienia funkcji Wójta Gminy Krokowa do czasu objęcia obowiązków przez nowo wybranego wójta. Wybrany 7 stycznia 2018 r. w przedterminowych wyborach na wójta gminy.

## Ochrona przyrody
- Bielawskie Błoto
- Karwieńskie Błota
- Nadmorski Park Krajobrazowy
- Rezerwat przyrody Babnica
- Rezerwat przyrody Białogóra
- Rezerwat przyrody Bielawa
- Rezerwat przyrody Długosz Królewski w Wierzchucinie
- Rezerwat przyrody Moroszka Bielawskiego Błota
- Rezerwat przyrody Piaśnickie Łąki
- Rezerwat przyrody Widowo
- Rezerwat przyrody Woskownica Bielawskiego Błota
- Rezerwat przyrody Zielone
- Rezerwat przyrody Źródliska Czarnej Wody
- Wierzchucińskie Błota

## Sołectwa
Miejscowości będące sołectwami są:

1. Białogóra
2. Brzyno
3. Dębki
4. Goszczyno
5. Jeldzino
6. Karlikowo
7. Karwieńskie Błoto Drugie
8. Karwieńskie Błoto Pierwsze
9. Kłanino
10. Krokowa
11. Lisewo
12. Lubkowo
13. Lubocino
14. Minkowice
15. Odargowo
16. Parszczyce
17. Połchówko
18. Prusewo
19. Sławoszyno
20. Słuchowo
21. Sobieńczyce
22. Sulicice
23. Świecino
24. Tyłowo
25. Wierzchucino
26. Żarnowiec

Miejscowościami niesołeckimi są
Dąbrowa, Glinki, Górczyn, Kartoszyno, Łętowice, Parszkowo, Piaśnica, Porąb, Myśliwka, Szary Dwór, Sławoszynko, Robakowski Młyn, Zielony Dół

## Sąsiednie gminy
Choczewo, Gniewino, Puck, Wejherowo, Władysławowo. Gmina sąsiaduje z Morzem Bałtyckim.